# Biserica de lemn din Găvanu
Biserica de lemn din Găvanu, comuna Mânzălești, județul Buzău, poartă hramul "Adormirea Maicii Domnului" și datează din anul 1828.  Este inclusă în Lista monumentelor istorice din județul Buzău având cod LMI BZ-II-m-B-02443.

## Istoric
Este ridicată în 1828, fiind a treia biserică a mănăstirii Găvanu. Este pictată de Nicolae Zograf și Ioan Andronicescu din Sibiciu. Între ctitori este menționat și starețul Elisei de la Poiana Marului. Pronaosul a fost pictat în 1855, de către Gheorghe Vasilescu și Dumitrache Mentupciu. Tradiția afirmă despre catapeteasmă - fără dovezi certe - precum că ar fi fost adusă de la Sankt Petersburg.

## Trăsături
La construcția actualei biserici s-au folosit bârne din lemn de brad căptușite cu scândură, așezate pe temelie de piatră. Edificiul are un plan treflat, cu absidele altarului în șapte laturi, iar absidele laterale în 5 laturi. Sunt patru turle egale pe axul longitudinal și două turle mici - egale - pe absidele laterale. Cele de pe altar, naos și pronaos sunt deschise. Pridvorul este închis, pictat pe scandură. Catapeteasma are o sculptură bogată, suflată cu aur și, seamănă la pictură cu cea a bisericii Mănăstirii Poiana Mărului situată în apropiere. Clopotnița are trei clopote: unul mare din bronz  și altele două mai mici.
Altarul este spatios, luminat de o fereastră în față si alta pe dreapta. Naosul este luminat de câte o fereastră pe fiecare parte, pronaosul de doua fereastre pe dreapta și una pe stânga.

## Imagini din exterior

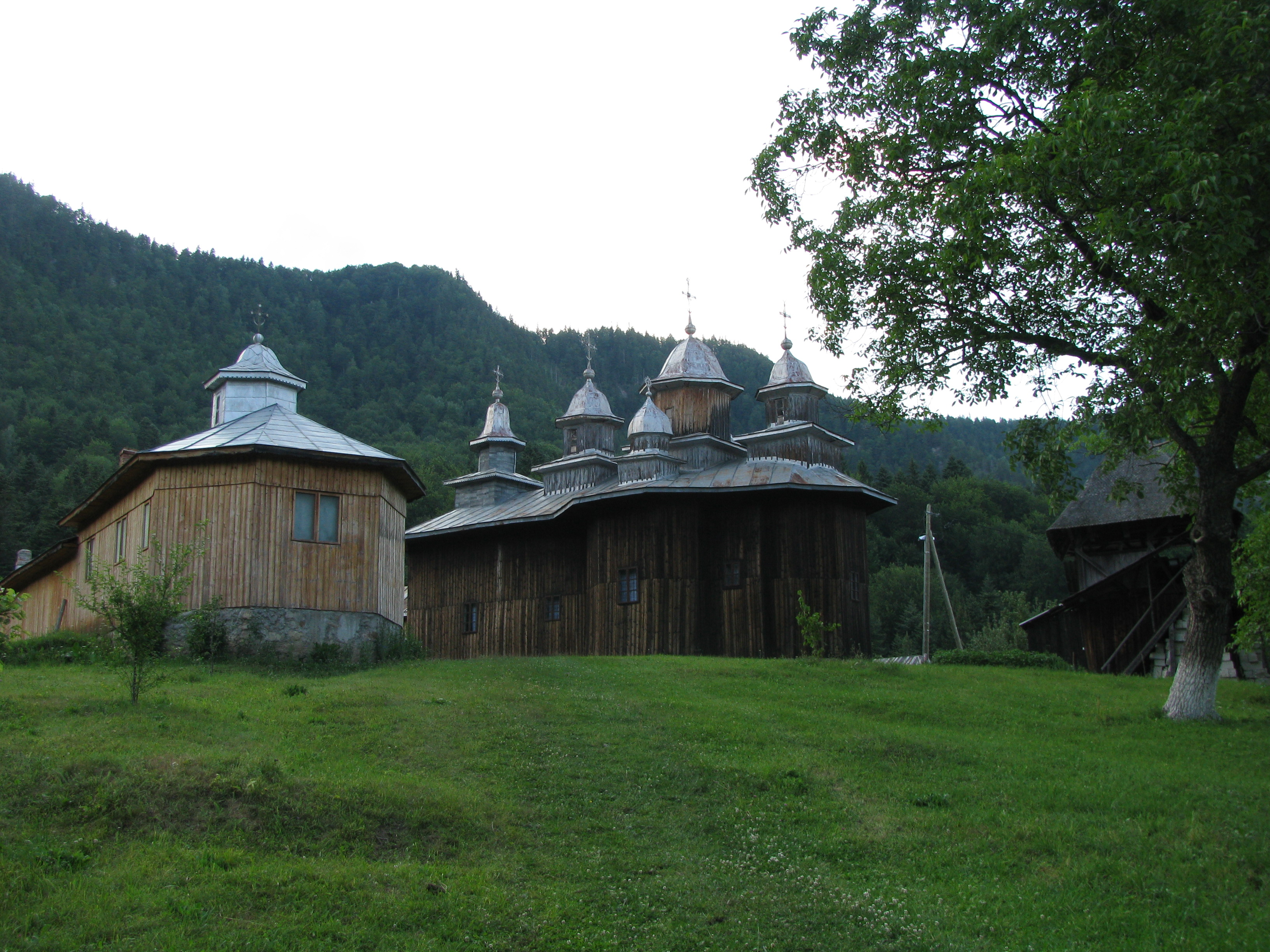
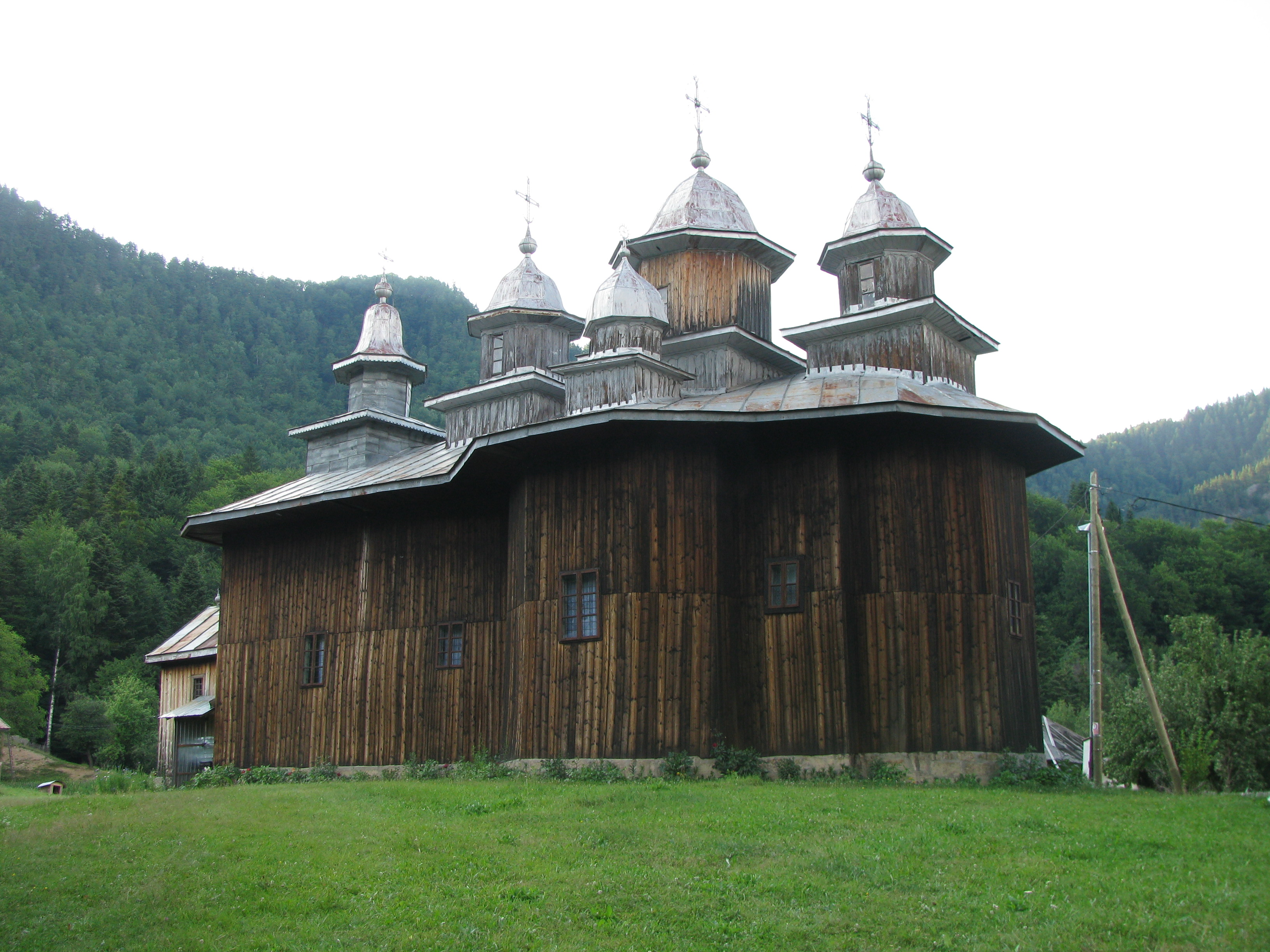
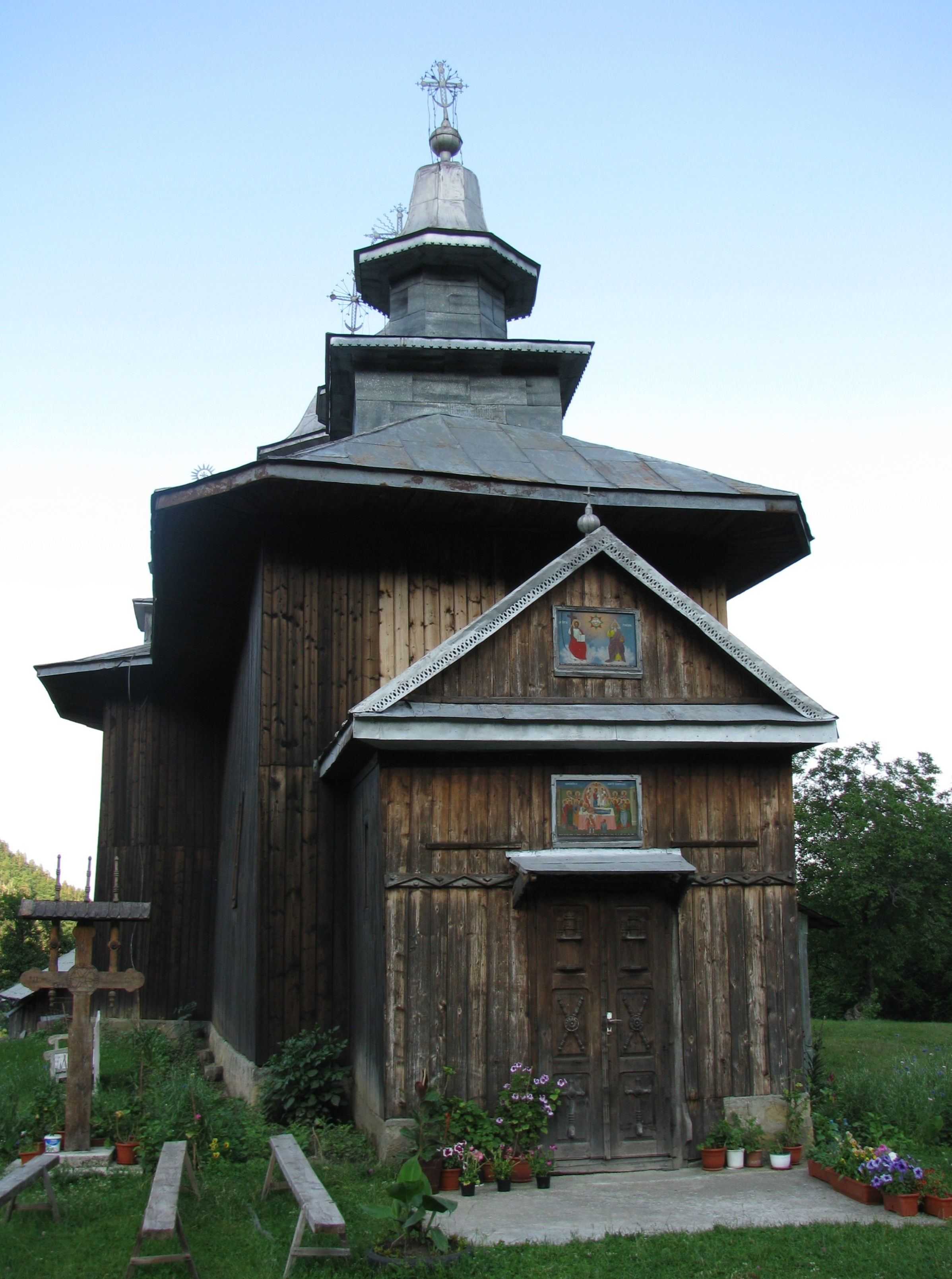
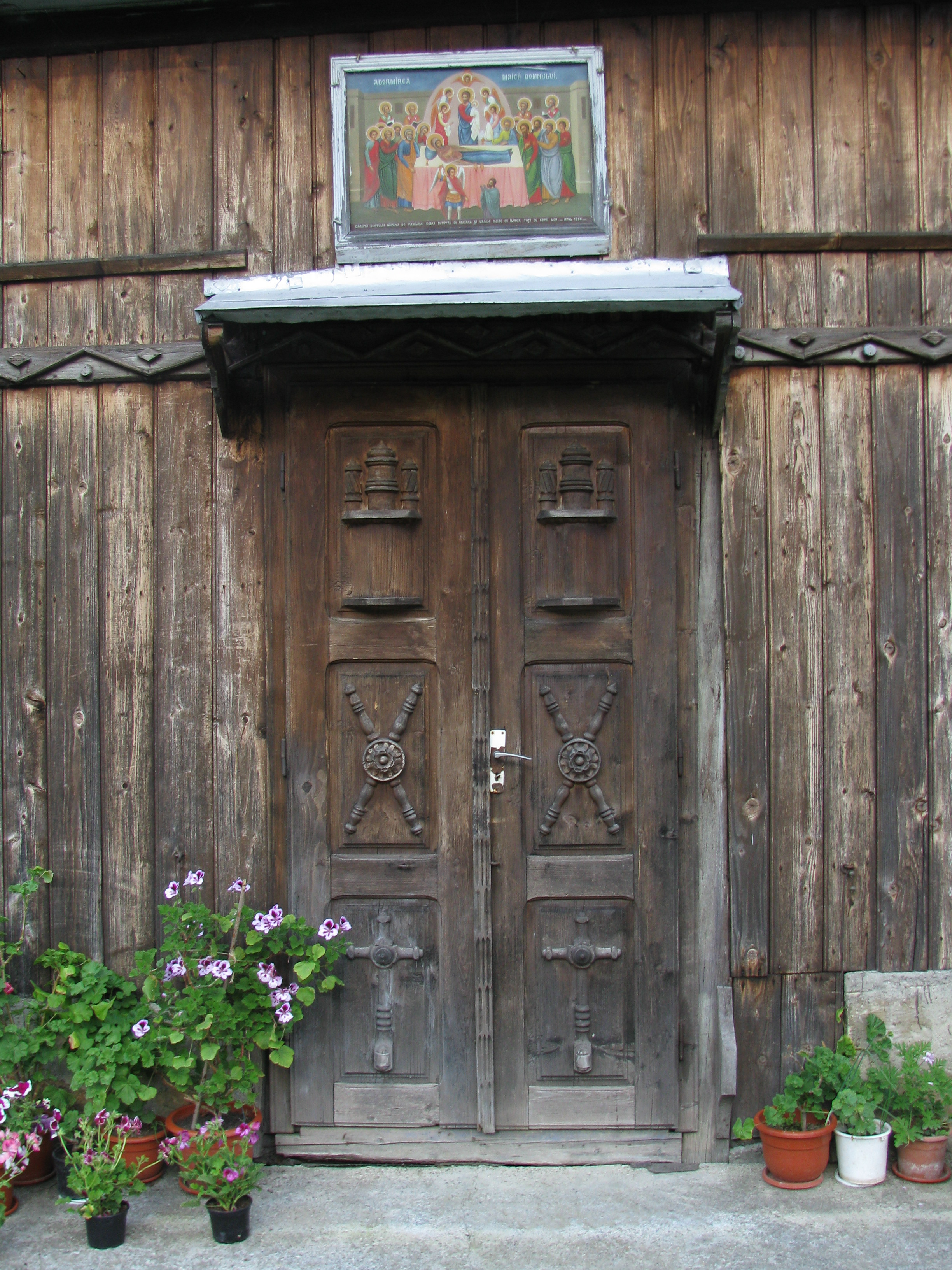
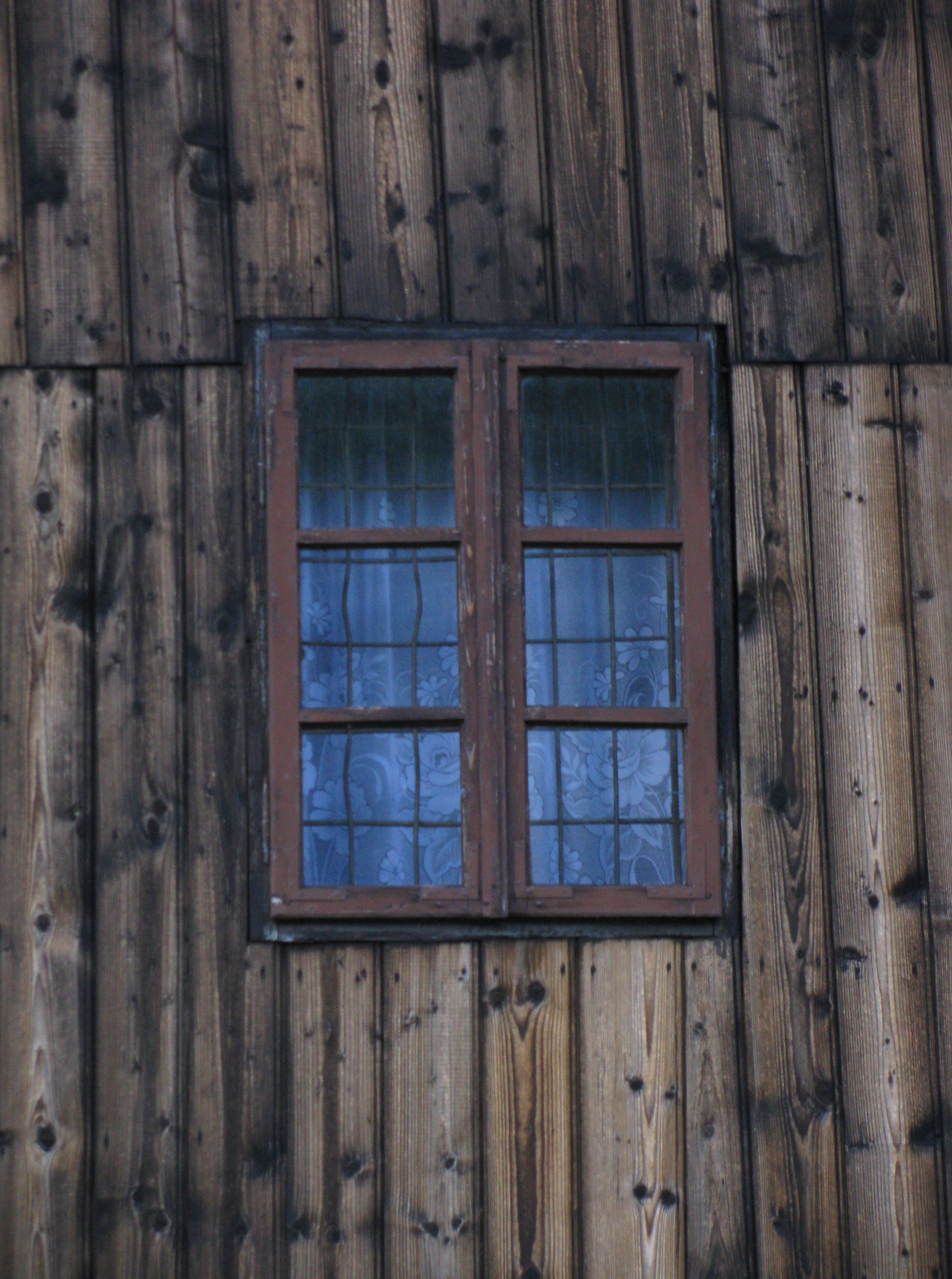

## Imagini din interior

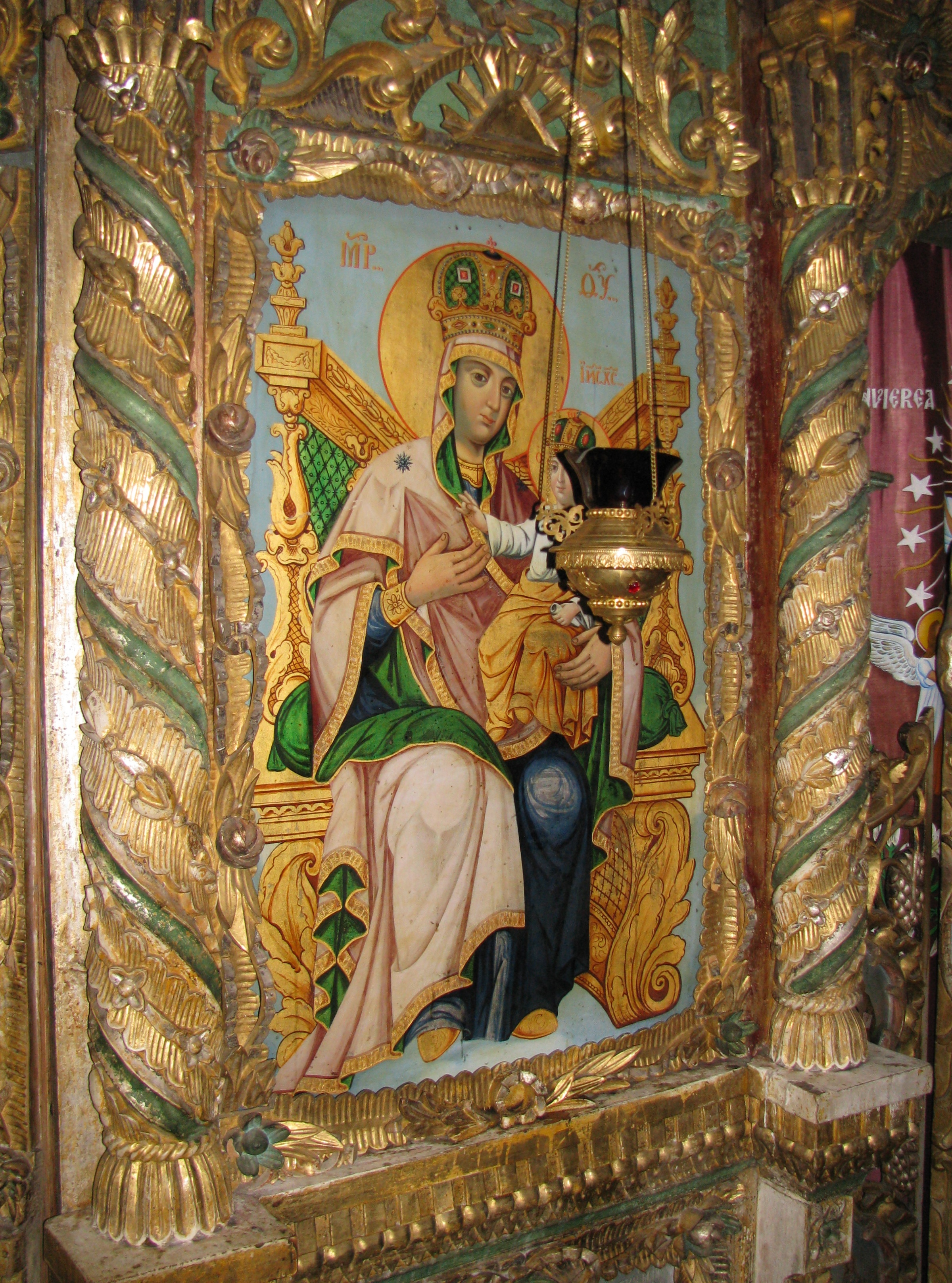
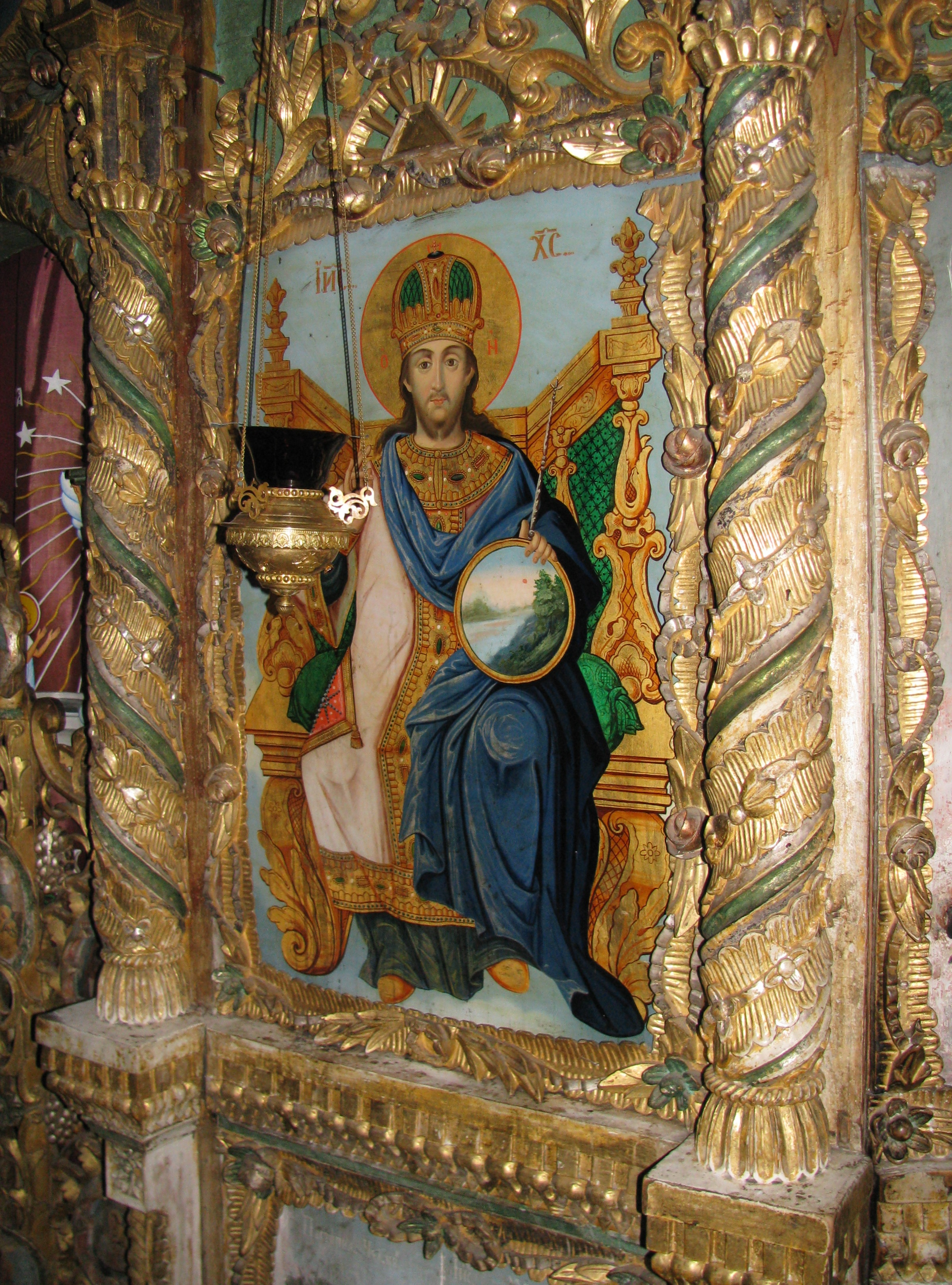
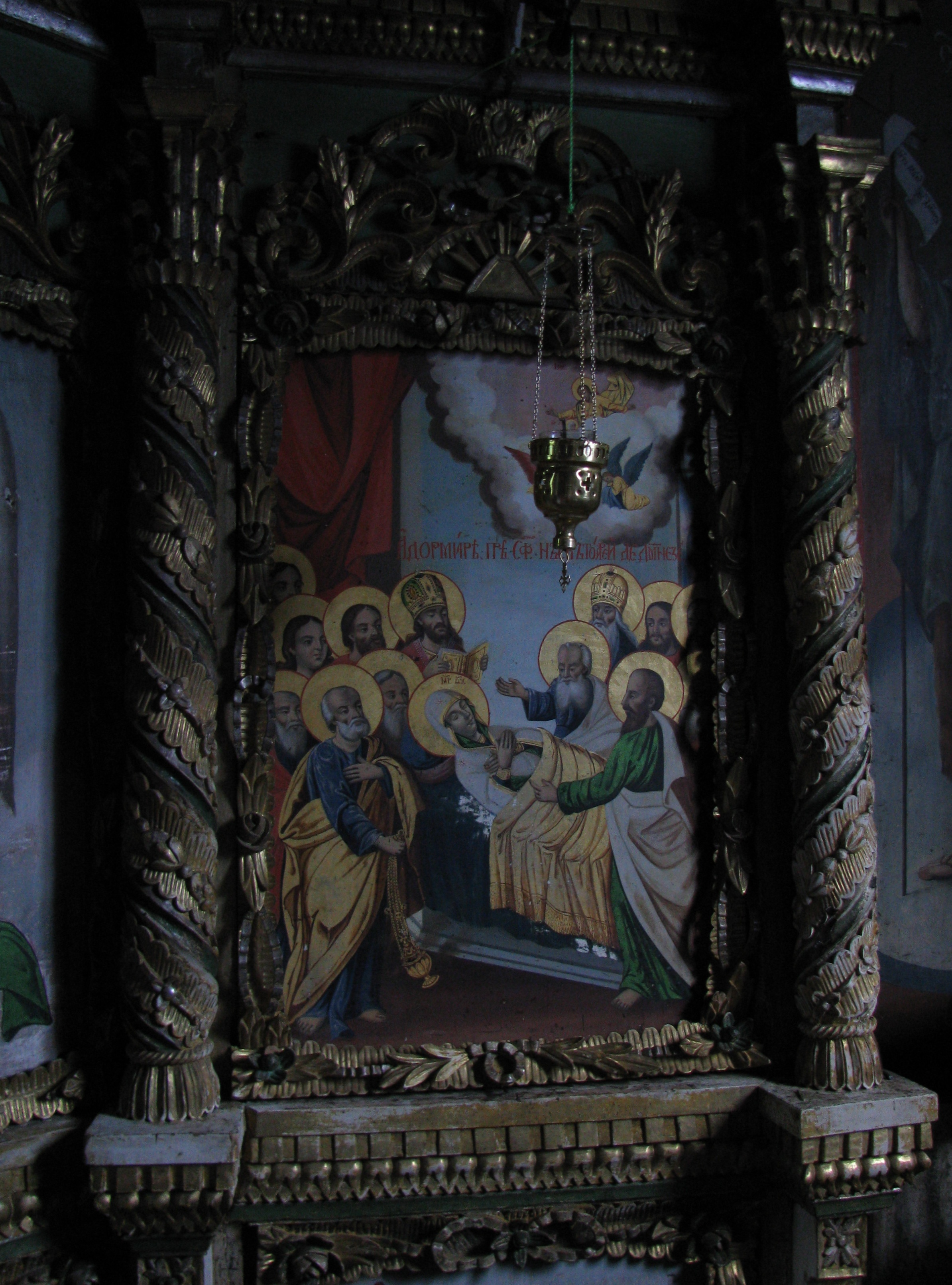
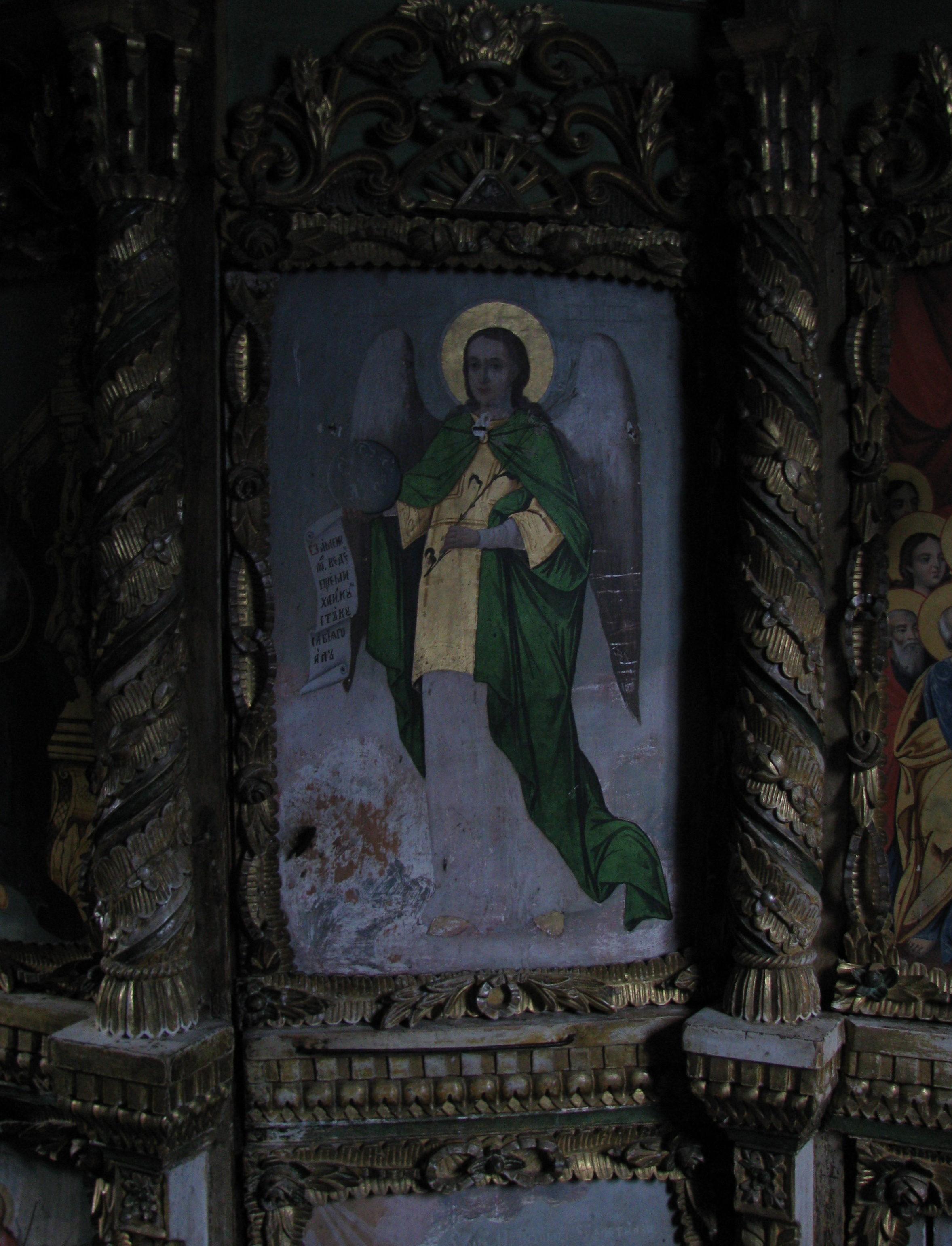
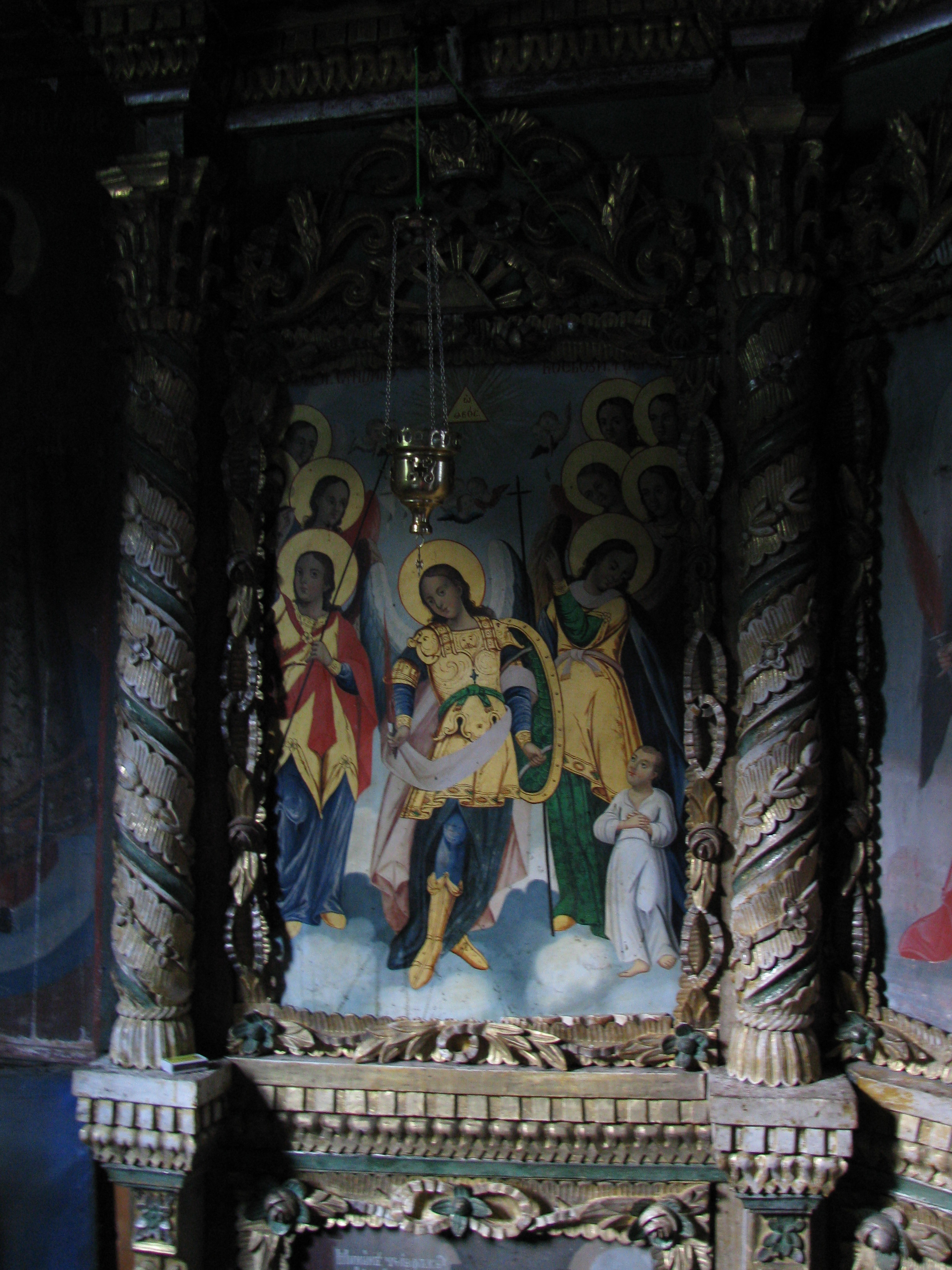
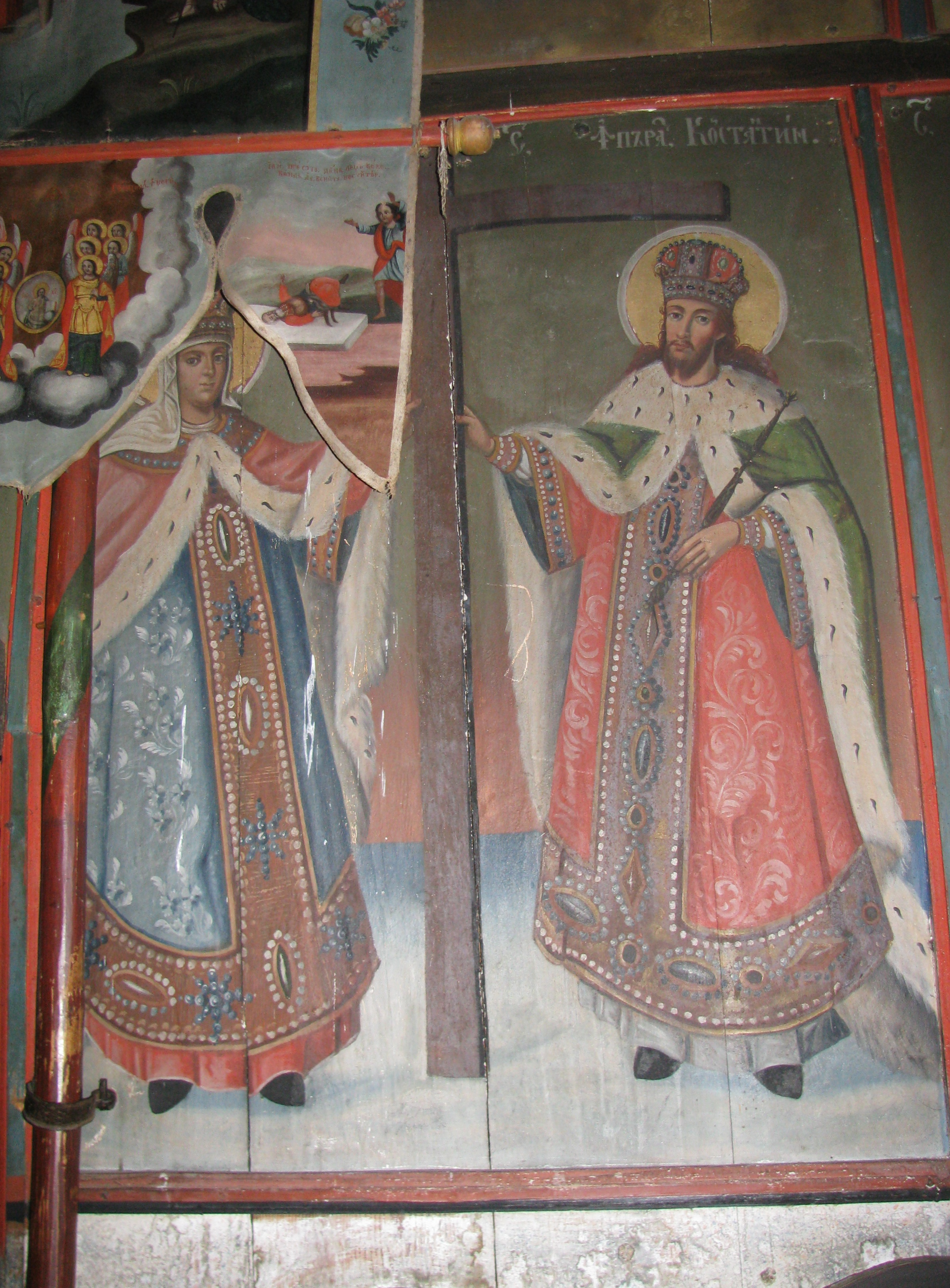
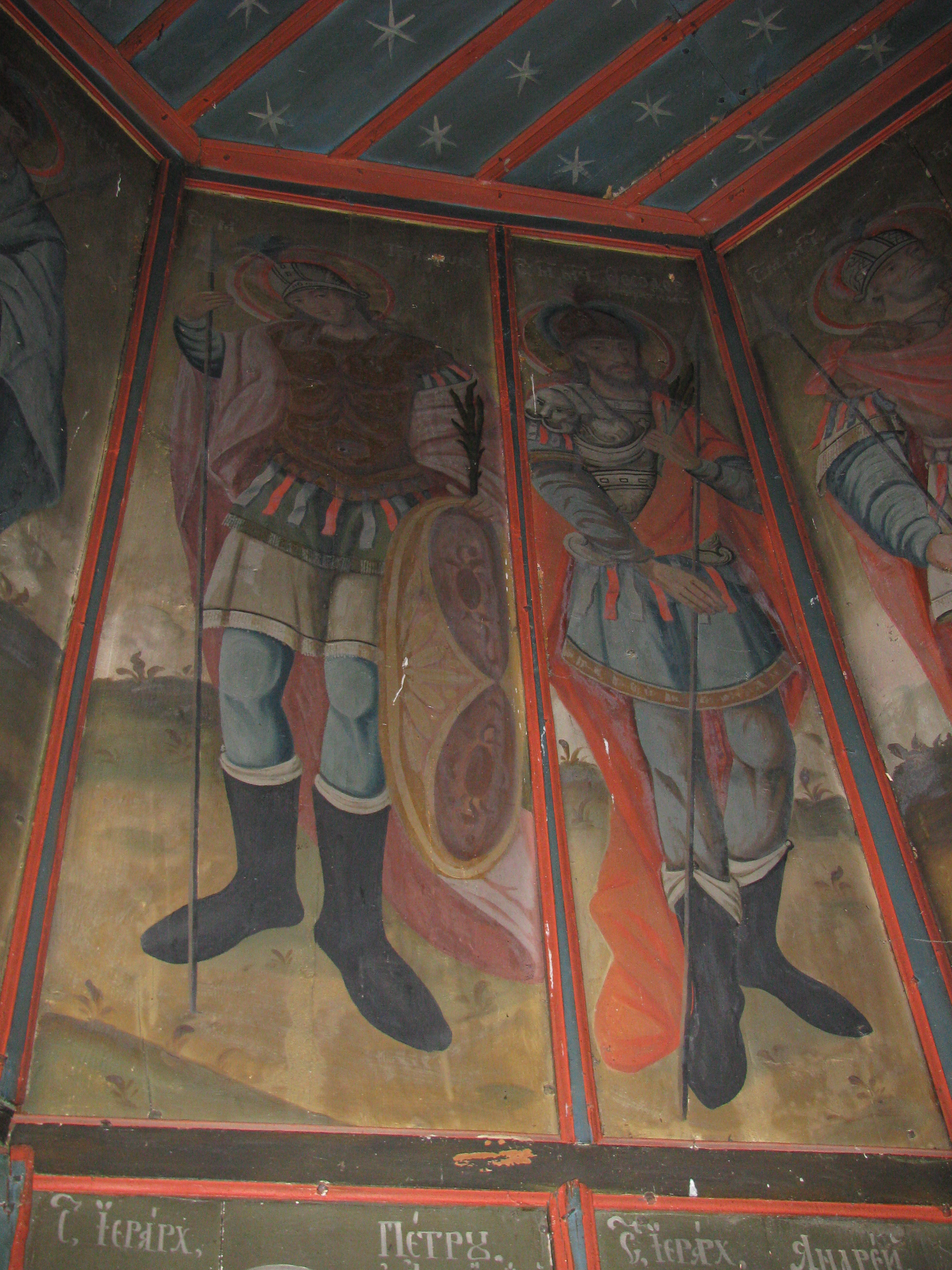
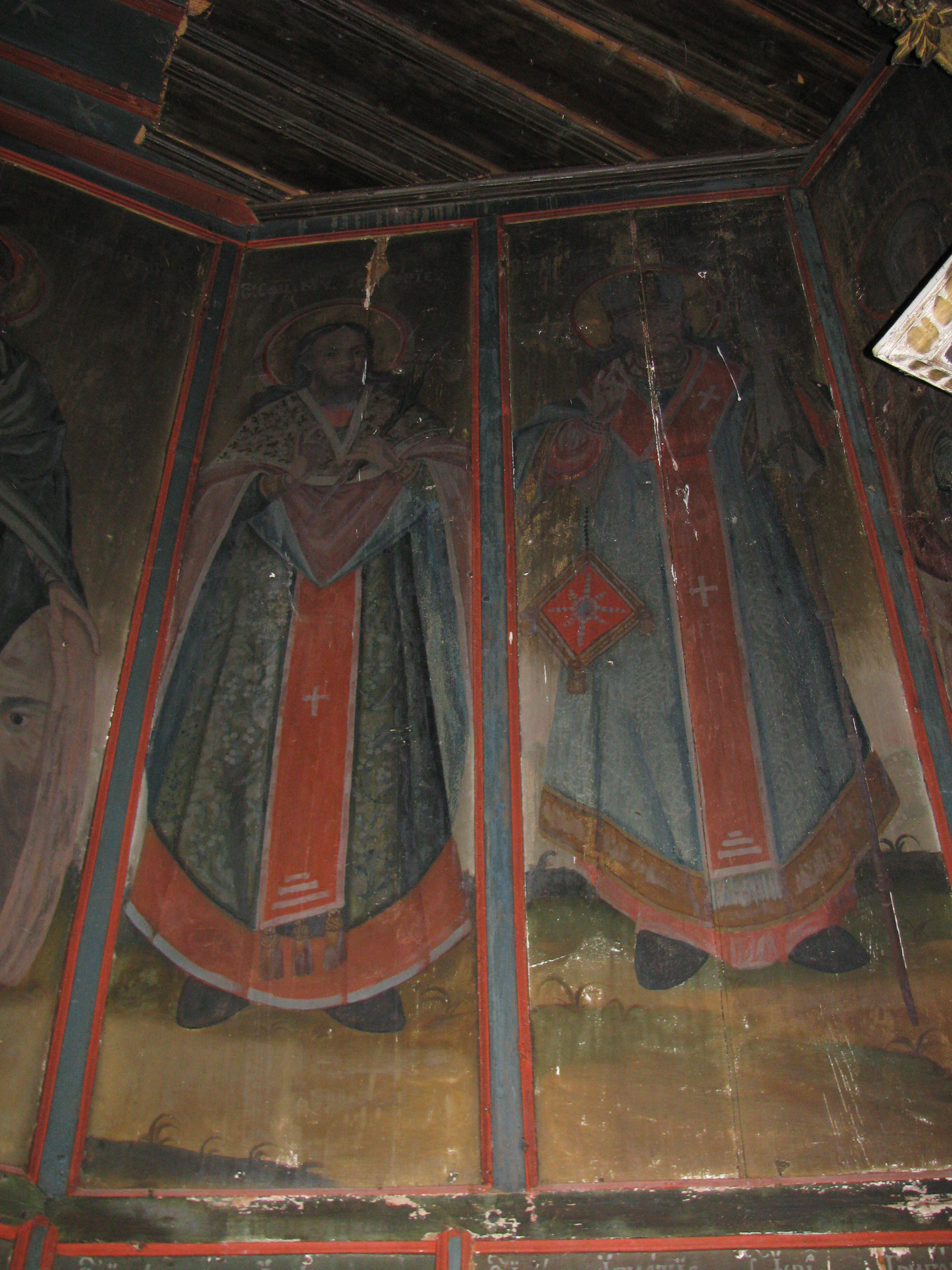
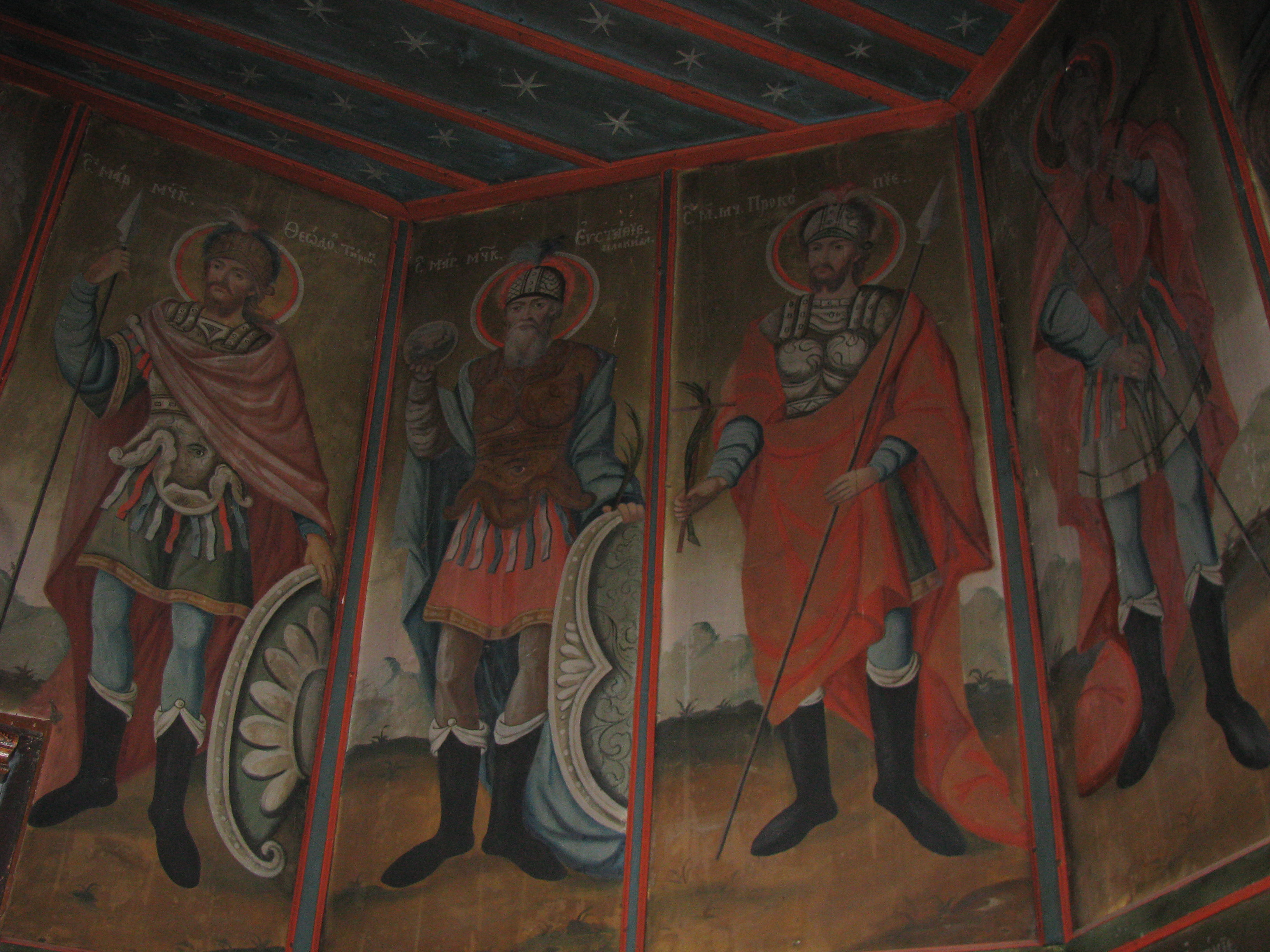
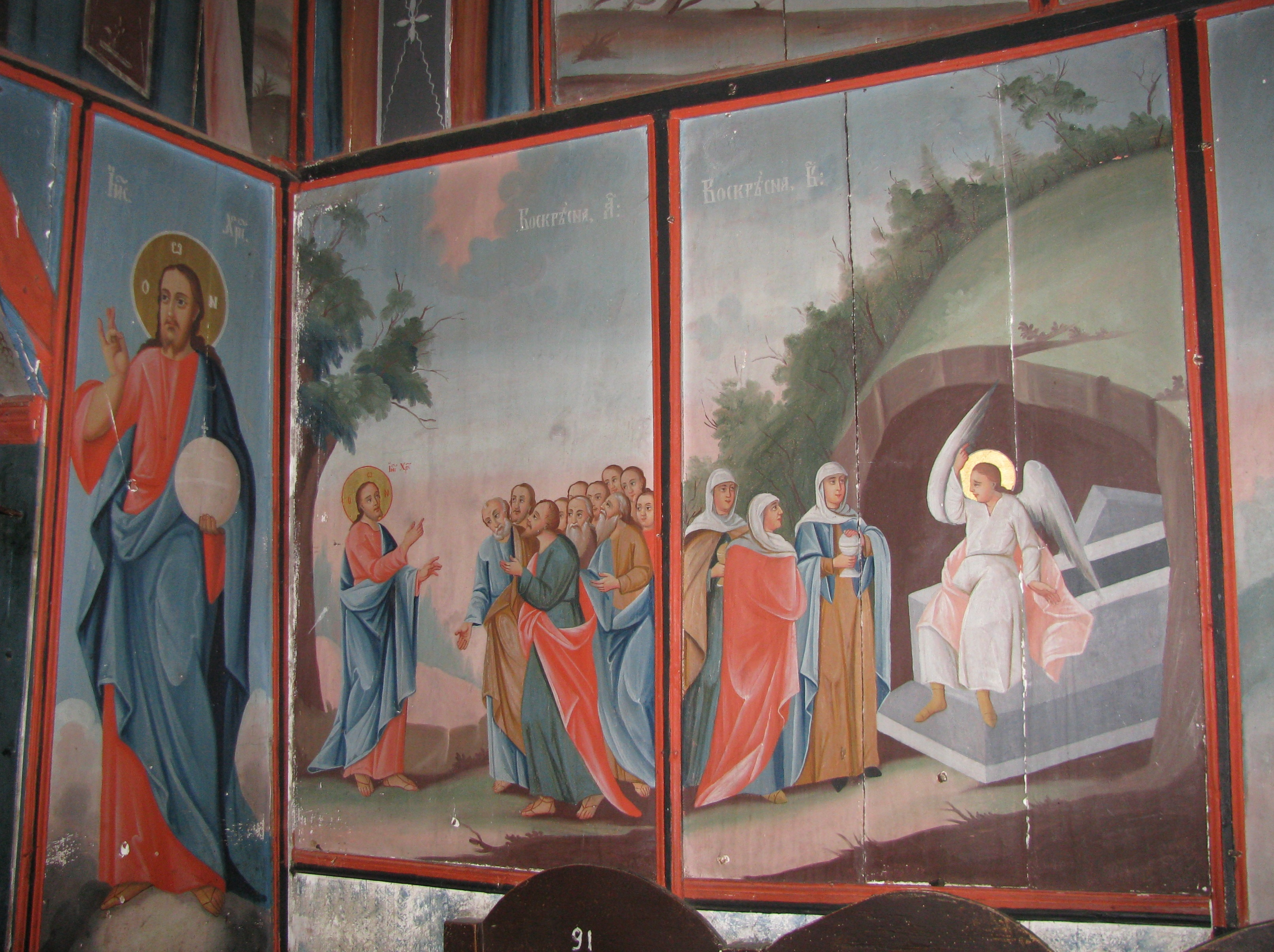